# Ant Skalandis
Ant Skalandis nebo Anton Skalandis (rusky Ант Скаландис, Антон Скаландис) jsou pseudonymy ruského spisovatele, prozaika, redaktora a scenáristy Antona Viktoroviče Molčanova (rusky Антон Викторович Молчанов, * 1. září 1960, Moskva, RSFSR, Sovětský svaz). Věnoval se zejména žánru science fiction.
Absolvent Mendělejevovy Chemicko-technologické univerzity v Moskvě.

## Literární dílo
- Катализ (1996)
- Спроси у Ясеня
- Заговор посвящённых
- Меч Тристана
- Точка сингулярности
- Охота на Эльфа
- Вторая попытка
- Братья Стругацкие (2008) – biografie bratří Strugackých

Ve spolupráci s americkým spisovatelem Harrym Harrisonem
- Čtvrtá planeta smrti 1: Návrat na planetu smrti, česky 2003 (rusky Возвращение в Мир Смерти, 1998) – 4. díl série Planety smrti
- Čtvrtá planeta smrti 2: Planeta smrti na cestě bohů, česky 2003 (rusky Мир Смерти на пути богов, 1998) – 5. díl série Planety smrti
- Pátá planeta smrti 1: Ráj pirátů, česky 2005 (rusky Мир Смерти против флибустьеров: Флибустьерский рай, 1998) – 6. díl série Planety smrti
- Pátá planeta smrti 2: Peklo pirátů, česky 2005 (rusky Мир Смерти против флибустьеров: Ад для флибустьеров, 1998) – 7. díl série Planety smrti
- Мир Смерти и твари из Преисподней – Книга 1: Люди страшнее монстров, 1999 – 8. díl série Planety smrti, Šestá planeta smrti 1
- Мир Смерти и твари из Преисподней – Книга 2: Парад феноменов, 1999 – 9. díl série Planety smrti, Šestá planeta smrti 2